# Cryphia mediocinerea
Cryphia mediocinerea là một loài bướm đêm trong họ Noctuidae.